# Чиказький університет
Чиказький університет (англ. The University of Chicago) — приватний вищий навчальний заклад, розташований у районі Гайд-парк міста Чикаго, Іллінойс. Заснований у 1890 році Джоном Рокфеллером, Чиказький університет прийняв перші лекції 1 жовтня 1892 року. Університет є одним із найпрестижніших у світі та знаходиться у топ-10 освітніх закладів планети у 2021 році за версіями QS World University Ranking (9 місце), World University Rankings (10 місце), Center for World University Rankings (CWUR) (9 місце) та інших аналітичних центрів. Заклад складається із восьми професійних інститутів, а також має кампуси та центри у Лондоні, Парижі, Пекіні, Делі та Гонконзі.

## Історія
Чиказький університет був зареєстрований як навчальний заклад у 1890 році Американським товариством освіти баптистів (ABES) завдяки пожертві організації у 400 000 доларів, 600 000 доларів від нафтового магната та мецената Джона Д. Рокфеллера, а також земельній ділянці, пожертвуваної Маршаллом Філдом.

## Студентське життя
У Чиказькому університеті є понад 400 студентських клубів і організацій. Серед них культурні та релігійні групи, академічні клуби й гуртки, а також організації студентів зі спільними інтересами.
В університеті видається студентська газета під назвою «Chicago Maroon». Заснована у 1892, у той самий рік, коли й університет. Газета виходить щовівторка та п'ятниці.
Існує також видання «Чиказький Бізнес», випущене студентами у Школі дипломованого спеціаліста бізнесу у 1978 році.

## Спорт

Логотип спортивних команд університету

Чиказький університет має 19 спортивних команд: 10 чоловічих команд і 9 жіночих, усі вони називаються «Maroons». Щороку їх членами є близько 500 студентів.
Maroons змагаються в III дивізіоні NCAA як члени Університетської спортивної асоціації (UAA). Університет був членом-засновником конференції «Велика десятка», брав участь у Першому дивізіоні NCAA серед чоловіків з баскетболу та футболу і був постійним учасником турніру з баскетболу серед чоловіків. У 1935 році Чиказький університет досяг «Солодкої шістнадцятки». У 1935 році футболіст Chicago Maroons Джей Бервангер став першим володарем Трофея Хейсмана. Однак університет вирішив вийти з конференції «великої десятки» в 1946 році після того, як президент університету Роберт Мейнард Хатчінс зміеншив пріоритетність легкої атлетики у закладі в 1939 році і відмовився від американського футболу. У 1969 році Чикаго відновив футбольну команду у складі Дивізіону III, відновивши домашні ігри на новій арені Stagg Field. Чиказький університет також є домом команди із фрізбі Chicago Junk.

## Видатні особистості
Станом на 2020 рік, серед студентів, випускників, поточних та колишніх співробітників нарахоувється 100 лауреатів Нобелівської премії миру, серед них 33 у сфері економіки, що ставить університет на четверту сходинку серед усіх освітніх інституцій світу за кількістю Нобелівських лауреатів. Університет пов'язаний із 27 лауреатами Пулітцерівської премії, 10 реципієнтами Медалі Філдса, 4 переможцями Премії Тюрінга, 52 стипендіатами МакАртура, 52 стипендіатами Маршалла, 20 володарями Національної гуманітарної медалі США, 29 живими доларовими мільярдерами та 8 олімпійськими медалістами. Окрім того, значна кількість випускників отримали стипендію Фулбрайта, а 54 студенти отримали стипендію Родса.

### Випускники й випускниці
У 2021 році, університет нараховував 182 000 випускників. Нижче поданий список відомих випускників за сферами діяльності.

#### Бізнес
- Сатья Наделла — генеральний директор Microsoft
- Ларрі Еллісон — засновник Oracle Corporation
- Джон Корзін — генеральний директор Goldman Sachs та MF Global, екс-губернатор Нью-Джерсі
- Джеймс МакКінзі — засновник McKinsey & Company, автор першого підручника із управлінського обліку
- Деніел Докторофф —генеральний директор Bloomberg L.P.
- Бреді Дуган — генеральний директор Credit Suisse
- Джозеф Мансуето — засновник Morningstar, Inc.
- Пітер Пітерсон — співзасновник інвестиційної компанії Blackstone Group

#### Політика, державне управління та право
- Берні Сандерс — екс-конгресмен Палати представників США
- Маккензі Кінг — екс-прем'єр-міністр Канади
- Пол Вулфовіц — екс-президент Світового банку, колишній Заступник міністра оборони США
- Джон Пол Стівенс — суддя Верховного суду США
- Шимон Агранат — президент Верховного суду Ізраїлю
- Джеффрі Палмер — 33-ий прем'єр-міністр Нової Зеландії
- Марек Белька — 11-ий прем'єр-міністр Польщі
- Девід Аксельрод — радник Барака Обами та Білла Клінтона
- Лорі Лайтфут — губернаторка Чикаго
- Джо Волш — екс-конгресмен Палати представників США
- Катерина Ющенко — перша леді України

#### Економіка
- Мілтон Фрідман — лауреат Нобелівської премії, радник Рональда Рейгана та Маргарет Тетчер
- Джордж Стіглер — лауреат Нобелівської премії, автор теорії регуляторного захоплення
- Герберт Саймон — лауреат Нобелівської премії, автор сучасної інтерпретації концепції організаційного ухвалення рішень
- Пол Самуельсон — перший американський лауреат Нобелівської премії з економіки
- Юджин Фама — лауреат Нобелівської премії, автор гіпотези ефективного ринку
- Чиказькі хлопці — група економістів, які брали участь в розробці та втіленні економічних реформ в Чилі під час правління Августо Піночета

#### Наука
- Карл Саган — відомий дослідник позаземного життя
- Джон Мейс Грансфелд — астронавт NASA
- Джеймс Ватсон — науковець, що відкрив структуру ДНК
- Луїс Волтер Альварес — лауреат Нобелівської премії з фізики
- Джон Гудінаф — винахідник літій-йонних акумуляторів
- Лінн Маргуліс — дослідниця ендосимбіотичної теорії походження евкаріот
- Герберт Чарлз Браун — американський хімік, лауреат Нобелівської премії
- Джон Елрой — американський палеобіолог
- Ізабель Стоун — американська вчена-фізик й педагог. Перша жінка, що отримала в США докторський ступінь з фізики.